# Rue de l'Église (Montfermeil)
Pour les articles homonymes, voir Rue de l'Église.
La rue de l'Église est une voie historique de Montfermeil en Seine-Saint-Denis.

## Situation et accès
Commençant au carrefour de l'avenue Jean-Jaurès et du boulevard de l'Europe, elle rencontre la partie septentrionale de la rue de la Fontaine-Jean-Valjean, puis la rue de la Fontenelle, et se termine au croisement de la rue Grange et du Vieux-Chemin-de-l'Abîme.
Sa desserte ferroviaire est assurée par la ligne 4 du tramway d'Île-de-France, mise en service en 2019, qui la parcourt sur toute sa longueur.

## Origine du nom
Cette rue mène à l'église Saint-Pierre-Saint-Paul de Montfermeil.

## Bâtiments remarquables et lieux de mémoire

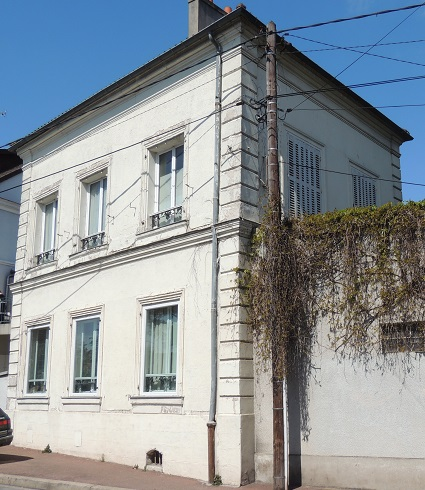
Maison au 23, rue de l'Église.

- Au no 1, le musée du Travail Charles Peyre[2], fondé en 1983 sous l’égide de la société historique Le Vieux Montfermeil et sa région[3]. Cet bâtiment est l'ancienne maison de l'Horloge, vestige de la ferme seigneuriale de la résidence du marquis de Montfermeil. Elle prit ce nom lors de l'estimation des biens du marquis, établie le 8 mai 1794[4].
- Au no 4, le château des Cèdres.
- Au no 7, emplacement de l'ancien château des Perriers, construit durant le XIVe siècle. Des scènes du film Thomas l'imposteur y furent tournées en 1965[5]. Tombant en ruine, il fut démoli à la fin des années 1960. S'y trouve aujourd'hui l'école maternelle Paul Éluard[6] et la résidence Château des Perriers.
- Au no 23, une maison attestée à la fin du XVIIIe siècle, et partiellement classée monument historique[7].
- Parc Arboretum de Montfermeil[8].